# كارل فالنتين (ملحن)
كارل فالنتين (بالسويدية: Karl Valentin)‏ هو ملحن سويدي، ولد في 30 مايو 1853 في غوتنبرغ في السويد، وتوفي في 1 أبريل 1918 في ليدينيو ‏ في السويد.

## وصلات خارجية
- كارل فالنتين على موقع ميوزك برينز (الإنجليزية)